# Теснолистен папур

Теснолистният папур (Typha angustifolia) е многогодишно тревисто растение от род Папур. Расте във влажни зони, обикновено в северното полукълбо.

## Описание
Листата на растението са плоски, много тесни (0,7 - 1,2 cm широки) и 7 – 15 cm високи; от всяка вегетативна издънка излизат 12–16 листа. В зрялост теснолистните папури имат отличителни дръжки, които са високи почти колкото листата, и са покрити с кафяви, пухкави цъфтящи глави с форма на наденица. Растенията имат здрави, коренищни корени, които могат да се простират до 70 cm площ и обикновено са 1,8 – 3,7 cm в диаметър.

## Разпространение
Предполага се, че видът е въведен от Европа в Северна Америка. В Северна Америка също се смята, че е въведен от крайбрежните към вътрешните райони.
Географският обхват на теснолистният папур се припокрива с обхвата на много близкия широколистен папур (Typha latifolia). Освен по по-тесните си листа, теснолистният папур се различава по ясното разделение на две различни области (тичинкови цветя отгоре и плодни цветя отдолу) върху цъфтящите глави. Двата вида хибридизират като Typha x glauca (Typha angustifolia x T. latifolia); Typha x glauca не е отделен вид, а е по-скоро стерилен F1 хибрид. Широколистният папур обикновено се среща в по-плитки води от теснолистния.

## Употреба
Някои части от растението са годни за консумация, включително през различни сезони спящите кълнове на корените и основата на листата, вътрешната сърцевина на стъблото, зелени цъфтящи шипове, зрял цветен прашец и нишестени корени. Може да се приготви по същия начин като широколистният папур. Във Виетнам ядливото стъбло се нарича bồn bồn.снимка